# Крихітка на мільйон доларів
«Крихітка на мільйон доларів» (англ. Million Dollar Baby) — американська спортивна драматична стрічка 2004 року режисера Клінта Іствуда, який отримав 4 «Оскари» (найкращий фільм, найкращу режисерську роботу, найкраща жіноча роль — Гіларі Свенк, найкращу чоловічу роль другого плану — Морґан Фрімен). Прем'єра відбулась 15 грудня 2004 року. В українському кінопрокаті фільм не демонструвався. На 1 березня 2024 року фільм займав 181-шу позицію у списку 250 кращих фільмів за версією IMDb.

## Синопсис
Фільм розповідає про трагічну долю жінки-боксера Меґґі Фітцжералд, яка впевнена у тому, що стане зіркою жіночого боксу. Їй вдалося досягти значних успіхів в цьому виді спорту завдяки своїй завзятості та волі до перемоги. У цьому також величезна заслуга літнього тренера, колишнього бійця, який отримав у особі Меґґі найкращого у своєму житті вихованця. Між ними виникли міцні, майже родинні стосунки, які не отримали розвитку через трагічний випадок на рингу — Меґґі отримала перелом шийного хребця. У її тренера складний вибір — допомогти Меґґі піти з життя (як вона цього хоче) або допомогти їй боротися за життя.

## У ролях
| Актор(ка)       |     | Роль              |
| --------------- | --- | ----------------- |
| Клінт Іствуд    | ··· | Френкі Данн       |
| Гіларі Свенк    | ··· | Меґґі Фіцджеральд |
| Морган Фрімен   | ··· | Едді Дюпрі        |
| Джей Барушель   | ··· | «Небезпечний»     |
| Ентоні Макі     | ··· | Шоурелль Беррі    |
| Майк Колтер     | ··· | Віллі Літтл       |
| Нед Айзенберг   | ··· | Селлі Мендоза     |
| Брюс МакВітті   | ··· | Міккі             |
| Беніто Мартінес | ··· | Керуючий у Біллі  |
| Майкл Пенья     | ··· | Омар              |

## Нагороди
В цілому картина виграла 25 винагород, включаючи 4 премії «Оскар», 2 премії «Золотий глобус» в 2005 році, премії «Сезар» і «Давид ді Донателло» за найкращий іноземний фільм 2006 року.